# Appunti (informatica)

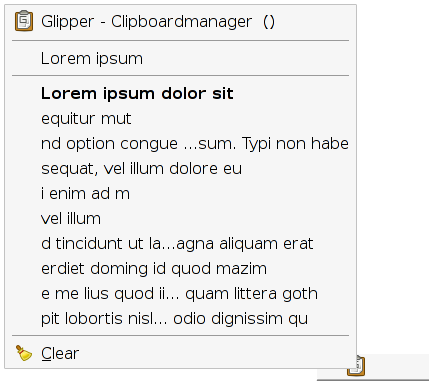
Glipper

Appunti (in inglese clipboard o pasteboard) è un componente del sistema operativo, o del gestore dell'interfaccia grafica,  che gestisce lo scambio di informazioni tra le varie applicazioni in uso tramite le funzioni di taglia e incolla, copia e incolla o drag and drop.
Alcuni programmi, che prendono il nome di "gestore appunti" (clipboard manager), prevedono la possibilità di visualizzare snippet del materiale copiato, in alcuni casi permettendo di manipolare il contenuto degli appunti. Esempi sono Wlipper (Microsoft Windows), Jumpcut (macOS), Glipper (GNOME) o Klipper (KDE).
Anche su Android è stata introdotta la possibilità di avere un gestore di appunti, mentre su iOS è inoltre possibile condividere il contenuto degli appunti con altri dispositivi.